# Hashtag

Le mot „Hashtag“ utilisé comme hashtag.

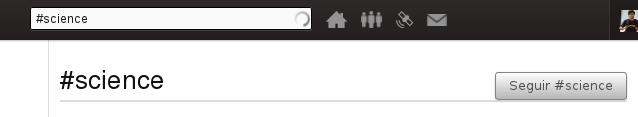
Hashtag "#science" renseignée dans le formulaire de recherche d'un site web anglophone

Signe typographique ASCII croisillon entamant un hashtag.

Un hashtag /ˈhæʃˌtæɡ/, un mot-dièse ou un mot-clic est un mot-clé. Il est composé du signe typographique croisillon, (‹ # › appelé hash en anglais) auquel est accolé un ou plusieurs mots (dénommés « tags » ou « étiquettes »).
Le hashtag permet soit de marquer un contenu avec un mot-clé afin de partager ce contenu et d'y faire référence plus facilement, soit de regrouper l'ensemble des discussions faisant référence à un même thème. Il est couramment utilisé sur internet. Il fut tout d'abord utilisé sur IRC, puis popularisé par les réseaux sociaux.
À la suite de sa croissance et de son utilisation mondiale depuis la fin des années 2000, le mot hashtag est intégré au Petit Larousse depuis juin 2013 et au Petit Robert depuis mai 2014.

## Origines

### Origine du concept
Le symbole # est le pendant électronique de deux usages courants dans les ouvrages journalistiques, scientifiques ou techniques :
- « cf. » (confer) utilisé pour introduire un renvoi. Ainsi par exemple, « (cf. Platon) » est devenu « #Platon ».
- « keywords : » (mots-clés) employé pour lister les mots-clés d'un article.

Le Hashtag a donc pour fonction d'établir des liens cognitifs entre les contenus.

### Origines du symbole #
Le symbole du hashtag trouve ses origines dans le symbole « ℔ », utilisé dans la Rome antique comme représentant une unité de poids : la libra pondo, qui signifie « livre ». Cette abréviation possède une typologie particulière, avec une ligne horizontale en travers, afin que la lettre minuscule « l » ne soit pas confondue avec le chiffre « 1 ». En fin de compte, le symbole a été réduit pour plus de clarté en superposant deux traits horizontaux « = » sur deux traits de type barre oblique « // ». Des exemples de son usage indiquant des poids en quantités de livres existent au moins depuis le XIXe siècle.

### Premiers usages en informatique
L'usage du croisillon (hash) en informatique est ancienne : il était déjà présent sur les cartes perforées où il était utilisé pour signifier « numéro »[réf. nécessaire]. Il a souvent, comme la touche # des claviers de téléphone, été associé à tel ou tel traitement particulier. Le langage assembleur du PDP-11 donnait ainsi en 1970 au croisillon la signification d'immédiat lorsqu'il était accolé à un symbole. Dans les années 70, le langage de programmation Smalltalk, à l’origine de nombreux langages actuels, utilise le croisillon pour définir toutes les clés du système. En 1978, Brian Kernighan et Dennis Ritchie définissent dans le langage C des mots-clés commençant par # pour leur donner un traitement prioritaire (mots-clés du préprocesseur).
En 1983, la France abandonne la norme Z62010 pour privilégier une norme américaine (ASCII)  contenant le symbole # utilisé par les développeurs américains.
Le protocole IRC spécifie que les noms des canaux de discussion doivent commencer au choix par une esperluète (rare en pratique) ou par un croisillon selon la configuration du serveur. Dans la culture IRC, les canaux de discussions sont généralement thématiques. Par exemple, le canal #wikipedia-fr sur le réseau Freenode a trait aux discussions autour de Wikipédia en français.

### Émergence du hashtag sur les réseaux sociaux
Chris Messina (en), en 2007, propose d'utiliser un système similaire sur Twitter : « how do you feel about using # (pound) for groups. As in #barcamp [msg]? ». Cependant, des internautes sur IRC utilisaient déjà le hashtag dans ce but, sans pour autant en revendiquer l'idée. Ce système a ensuite été repris sur les réseaux sociaux, où les hashtags identifient des thématiques.
Il en découle le premier usage du terme « hash tag », dans un article de blog de Stowe Boyd en 2007, selon le linguiste Ben Zimmer (en), président de la American Dialect Society's New Words Committee. L'usage international du hashtag se développe pendant le soulèvement postélectoral de 2009 en Iran, où les internautes ont pu s'informer sur le sujet en temps réel, qu'ils soient iraniens ou non[réf. nécessaire].
Le hashtag fait partie intégrante du réseau informatique. Le mode de référencement des informations sur internet (ordre des propositions d’une recherche sur un navigateur internet) a favorisé l’implantation du hashtag sur les réseaux sociaux.
À ses débuts, l’Internet privilégiait la langue anglaise, le hashtag a donc été fortement influencé par les langues anglophones.

## Différents usages du hashtag

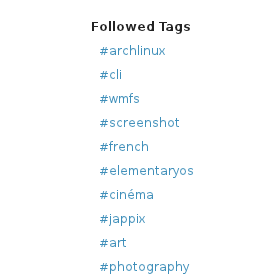
Liste de hashtag, sur Diaspora*.

### Mode d'utilisation
Sur les réseaux sociaux, le hashtag sert à centraliser les messages autour d'un terme bien précis. Il fait office de mot-clé, pour que les utilisateurs puissent commenter ou suivre une conversation. Il est créé par l’association du croisillon « # » et d'un mot ou d'un groupe de mots, sans espace, par exemple : « #Wikipedia ; #WikipediaEnFrançais ». Les hashtags peuvent être créés par n'importe qui et sont souvent utilisés à l'occasion d'événements ponctuels. Ils permettent ainsi de mettre en relation plusieurs utilisateurs autour d'un thème, même si ceux-ci ne se connaissent pas, selon l'esprit qui fut celui des salons IRC[réf. nécessaire].

### Usages en politique
Le hashtag, utilisé de manière automatisée, peut permettre d’influer sur des évènements extérieurs. Ainsi, le recours à une utilisation massive de bots durant l’élection présidentielle sri-lankaise de 2015, participa à l’élection du candidat de l’opposition.
Dans le contexte politique sri lankais, les bots, utilisés afin de relayer les tweets contenant certains hashtags tels que : « #PresPollSL », permirent de diffuser les messages d’acteurs au poids politique plus faible vers une communauté élargie, donnant ainsi plus d’importance au mouvement de l’opposition[réf. nécessaire].
En 2024, en Roumanie, un candidat bénéficie d'une faible notoriété, mais à l'aide d'un campagne ciblée par des influenceurs, pour quelques centaines d'euros, il bénéficie de messages anodins dont les hashtags mentionnent les hashtags de sa campagne. Ceci a conduit les algorithmes de recommandation de contenu de TikTok à diffuser les vidéos du candidat dans le flux de millions d'électeurs.
Ceci a conduit des ONG à s'interroger sur ces publicités politiques.

### Usages dans les réseaux sociaux
À partir de 2009, Twitter a commencé à interpréter automatiquement les hashtags en liens hypertextes menant vers une page de résultats de son moteur de recherche recensant tous les tweets contenant le hashtag. Facebook a mis en place une fonctionnalité similaire en 2013 ; d'autres réseaux sociaux ont suivi, comme Google+, YouTube, Instagram, Pinterest, Trumblr et même LinkedIn.
Sur Twitter, il arrive parfois que le hashtag fasse office de jeu ou de moquerie, notamment après certaines déclarations de personnalités politiques,,.
Les hashtags peuvent être utilisés avec des accents. Ce sujet a été l'objet de la campagne #acentúate (qui signifie «accentue-toi»). Cette campagne se base sur le fait que dans la langue espagnole, tout autant que dans la langue française, les accents sont essentiels pour la communication puisqu'ils changent la signification des mots. Par exemple, en espagnol, inglés signifie « anglais » et ingles « aines » (pluriel de « aine ») ; alors qu'en français, il existe une différence entre « aine » et « aîné », d'où l'importance de garder accents (et cédille).
Il est à noter que la façon de bien utiliser le hashtag varie d'un réseau à l'autre. En effet, bien que l’utilisation des Hashtags dans les publications de tous ces sites soit permise, une attention particulière doit être portée, car les Hashtags n’ont pas le même impact ni la même portée selon le réseau social en question.
Depuis mai 2019, le forum 4chan tente de s'approprier le hashtag, il est depuis régulièrement utilisé dans les groupuscules d'ultra-droite comme un symbole raciste, xénophobe et antisémite, plusieurs personnes y voient une référence au nazisme, il serait une superposition de deux « H » signifiant « Heil Hitler ».

### Usages du Hashtag en marketing
De nombreuses marques utilisent désormais les hashtags à des fins promotionnelles, via des jeux concours ou de la publicité sur les réseaux sociaux.
L’objectif poursuivi par ces entreprises est la reprise de leur hashtag par les utilisateurs et leur réseau de relations, jusqu’à atteindre un certain degré de viralité.

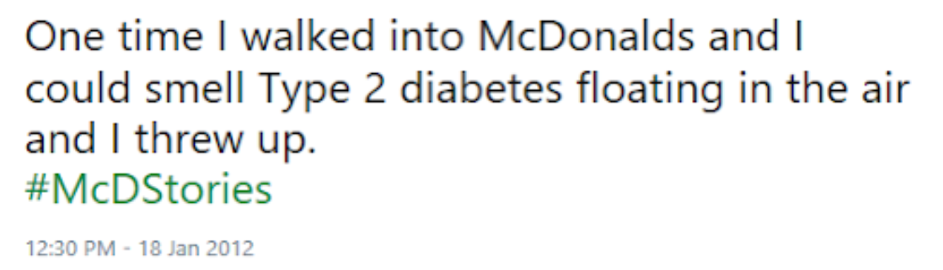
Le hashtag #McDStory de McDonald, qui visait à faire partager son expérience positive dans les restaurants de la firme, a finalement été détourné pour faire l'objet de railleries.

Cela peut représenter un risque pour l'entreprise, puisque son image peut alors être ternie en cas de détournement du hashtag par les utilisateurs. Par exemple le hashtag #McDStory de McDonald's, qui visait à faire partager son expérience positive dans les restaurants de l’enseigne a finalement été détourné pour faire l’objet de railleries.[réf. incomplète]
En 2017, 125 marques ont utilisé un hashtag dans leur nom en France, un chiffre en hausse de 30 % par rapport à 2016, d'après une enquête réalisée par Manageo.

#### Branded Emojis
Un impact économique que le hashtag peut avoir sur Twitter sont les « Branded Emojis ». Le but principal de ces « Emojis de marque » est de promouvoir la sortie de nouveaux produits, donc ici le hashtag est utilisé comme fonction publicitaire/marketing. Le principe est simple : Chaque marque peut concevoir un émoji spécial qui apparait seulement lors d’un tweet contenant un hashtag spécifique. Comme les utilisateurs qui tendent à parcourir rapidement le réseau social, c’est un moyen du tweet de se démarquer et capter l’attention de l’utilisateur. Twitter même appelle cet effet le « Stopping Power » : Les gens sont attirés par l’émoji, s’arrêtent pour lire l’annonce et l’influence de la publicité sur l’utilisateur augmente. Selon Twitter, l’impact sur la communauté est très important : en effet, lorsque des « Branded Emojis » sont associés à une vidéo promotionnelle, la connexion émotionnelle de la société et l'intérêt pour l'annonce augmentent de six fois, car les utilisateurs du réseau social sont plus concentrés sur l'annonce. Le nombre de retweet est également fortement affecté.
Les exemples les plus courants sont principalement les lancements de nouveaux produits ou bien lors de grands événements internationaux (Disponibilité d’un nouvel album sur Spotify, lancement du nouveau portable de Samsung…).
Un exemple concret de ces « Branded Emojis » est le lancement d’une collection de différentes compositions des Beatles sur neuf plateformes de streaming. Spotify a développé un « Branded Emoji » pour accompagner son hashtag #BeatlesOnSpotify afin d'atteindre autant de consommateurs que possible et de se démarquer de la concurrence. Les « Branded Emojis » ont généré plus de cinquante millions d'impressions au total au cours de la campagne et le hashtag « #BeatlesOnSpotify » a été mentionné quatre fois plus fréquemment que le hashtag « #Beatles ». De plus, Spotify a battu la concurrence en s’attribuant une part de conversation de 83 % au lancement. Cela a conduit à une augmentation de 6,5 millions d'auditeurs au cours des cent premiers jours de lancements de cette collection des Beatles.

### Usages au-delà du virtuel

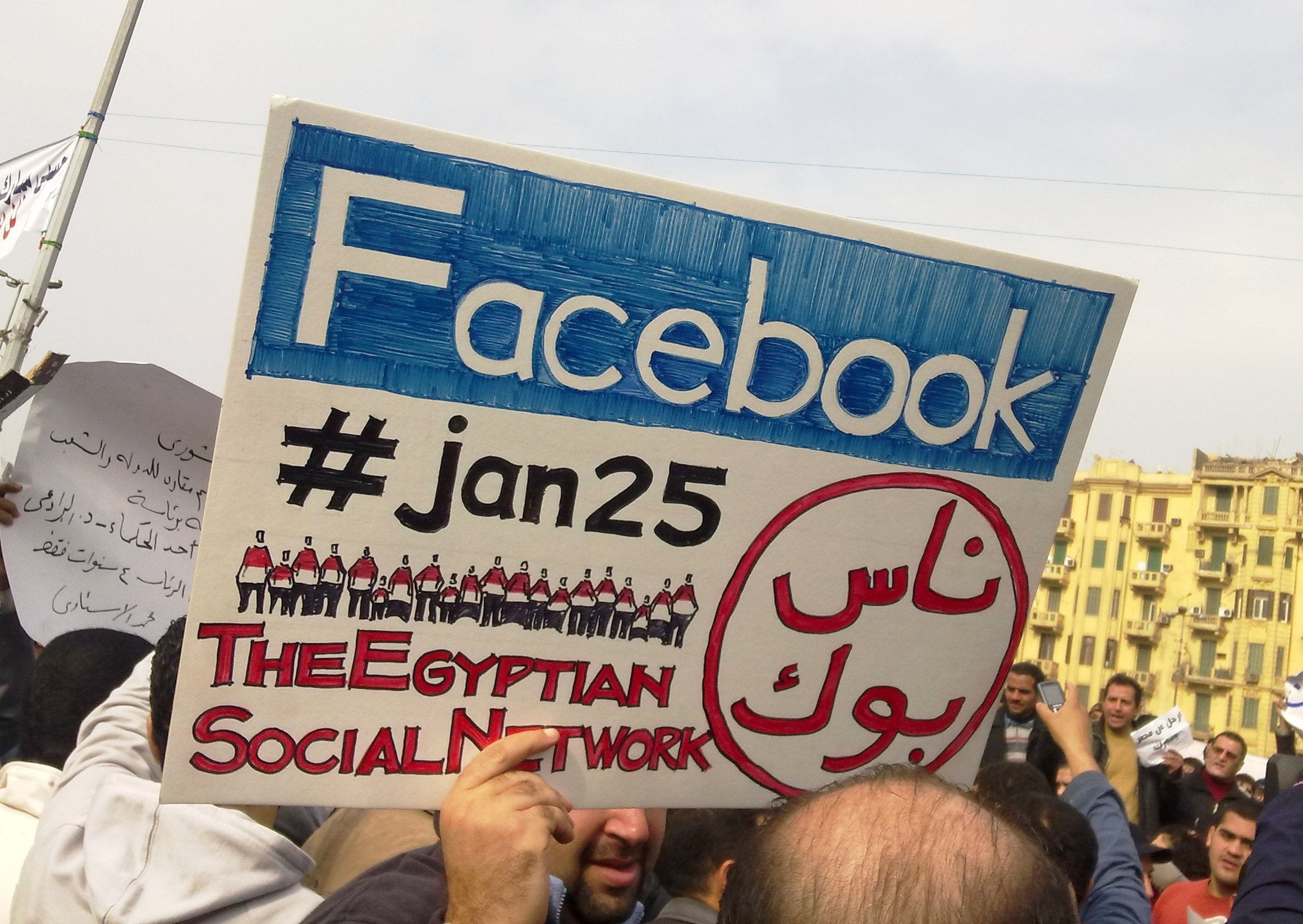
Exemple de hashtag lors de la révolution égyptienne de 2011.

Le hashtag est désormais devenu courant et est utilisé au-delà d'Internet : de nombreux manifestants arborent des hashtags dans des défilés. Par exemple, les manifestations des 10 et 11 janvier 2015 comportaient également le hashtag #JeSuisCharlie, évoqué plus bas. 

Il permet de réunir les gens derrière un message, et peut être utilisé en complément d'un slogan.

## Phénomènes de société

### Hashtag et la démocratie
De manière générale, certains théoriciens (Poster, 1997 ; Dahlgren, 2005 ; Dahlberg, 2011), défendent la nouveauté démocratique d’internet. Ils y voient la réalisation de l’utopie de la « communication libre et sans contrainte » prônée par Jürgen Habermas,,. Pour d’autres (Habermas, 2006), les réseaux sociaux ne sont que des simulacres de démocratie. Dans cette optique, le hashtag joue un rôle ambigu.
D’une part, un hashtag peut être créé et alimenté par n'importe qui, ce qui en fait un outil de libre expression. À ce titre, les réseaux sociaux, et plus particulièrement les hashtags, peuvent jouer un rôle crucial au niveau des soutiens contestataire ou militant. Par exemple, à la suite de déclarations misogynes de la part du vice-premier ministre turc Bülent Arinç lors d’un discours sur la corruption morale, des milliers de femmes dans le monde ont posté des clichés d’elle en riant ironiquement sur le réseau social Instagram avec le hashtag #direnkahkaha qui signifie « rire pour résister ».
D’un autre côté, le hashtag peut être utilisé pour propager une désinformation populaire planifiée à des fins publicitaires ou politiques. Cette pratique s’appelle l’astroturfing.

### Hashtag, culture et média

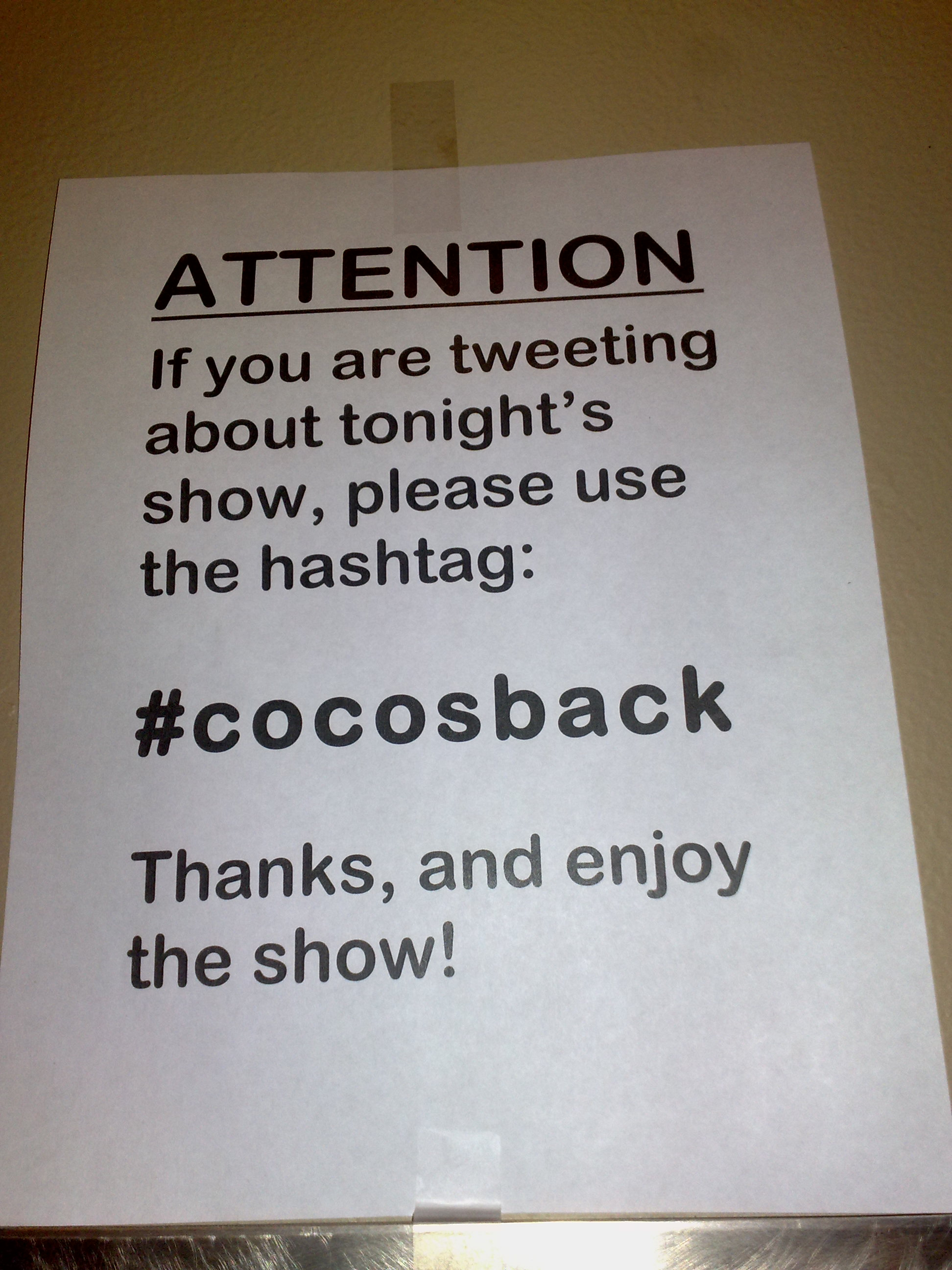
Note d'information à l'entrée d'un spectacle de Conan O'Brien, conseillant l'utilisation d'un hashtag.

De même, le hashtag est de plus en plus utilisé par des émissions télévisées, des concerts ou spectacles. Les producteurs recommandent souvent aux spectateurs d'utiliser un hashtag précis, afin de réunir également les personnes sur les réseaux sociaux. Cela permet de faire parler du spectacle ou de l'émission sur Internet et donc d'obtenir de la publicité. Ce hashtag peut également être utilisé par les internautes afin de poser des questions en direct ou de réagir. Les émissions de télévision utilisent alors parfois des réactions venant d'Internet pour diffuser des réactions en direct[réf. nécessaire].

### Hashtag comme diffuseur d’actualité
Le hashtag a également un rôle important dans la diffusion de l'actualité sur les réseaux sociaux, par sa viralité et une apparition plus rapide que les articles des médias étrangers. Par exemple, à la suite de l’attentat contre Charlie Hebdo, en janvier 2015, le hashtag #JeSuisCharlie a connu un succès mondial, lorsque de nombreux internautes l’ont utilisé comme signe de soutien aux victimes.
De plus, après les attentats du 22 mars 2016 à Bruxelles, c'est le hashtag « #JeSuisBruxelles » qui se propage sur Facebook, Twitter et Instagram puis le hashtag « #StopIslam » devient le hashtag le plus partagé sur Twitter le 22 mars. « #IchbineinBerliner », célèbre phrase prononcée par le président des États-Unis, John F. Kennedy, lors de sa visite à Berlin en 1963, fut utilisé après l'attentat du 19 décembre 2016 à Berlin.
Ainsi les événements de l’actualité se retrouvent souvent en tête de classement des hashtags  les plus utilisés. En effet, à travers une période d’observation réalisée début 2011, on remarque que les hashtags les plus utilisés mentionnent : les événements autour du printemps arabe, du tsunami au Japon et des élections cantonales en France.
Le hashtag est donc un outil permettant de diffuser de l’information, ou encore, de commenter l'actualité.